# Tour des Glaciers de la Vanoise
Le tour des Glaciers de la Vanoise ou TGV est un sentier de grande randonnée de France situé en Savoie, dans le massif de la Vanoise. Il fait le tour des glaciers de la Vanoise et de la dent Parrachée, entre vallées de la Maurienne et de la Tarentaise.
L'itinéraire classique en quatre à sept jours débute et se termine à Pralognan-la-Vanoise en passant notamment par le col de la Vanoise, le refuge de l'Arpont, le col du Barbier, le col de Chavière et le refuge de la Valette ; des variantes existent par le col d'Aussois, le col de la Masse ou encore le refuge du Roc de la Pêche,. Il totalise 4 140 mètres de dénivelé positif cumulé entre une altitude minimale de 1 400 mètres à Pralognan-la-Vanoise et une altitude maximale de 2 796 mètres au col de Chavière — 2 914 mètres au col d'Aussois par la viariante,.
L'itinéraire sert de base à la « rando TGV », une épreuve de trail sur deux jours qui reprend l'itinéraire de randonnée classique et certaines de ses variantes

## Itinéraire
Le point de départ classique fait débuter le sentier dans le centre de Pralognan-la-Vanoise (1 400 m) mais il est également possible de débuter au Plan du Lac (2 370 m), au pont du Châtelard (1 343 m) à Termignon, dans le centre du village de Sardières (1 500 m), au front de neige d'Aussois (1 530 m), au barrage du Plan d'Amont (2 050 m) ou encore au refuge de l'Orgère (1 950 m),. 

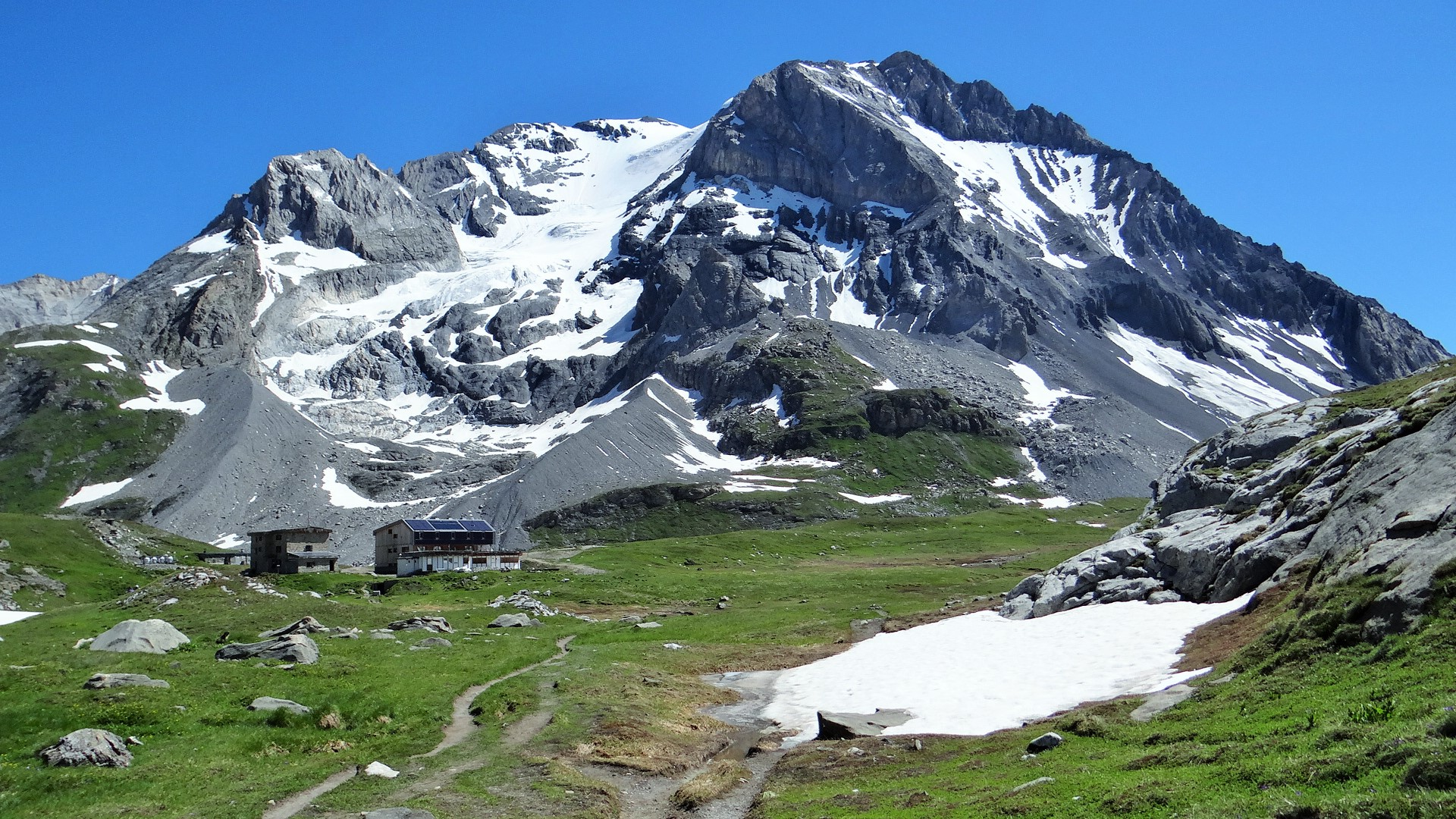
Vue du col de la Vanoise et du refuge du Col de la Vanoise dominés par la Grande Casse.

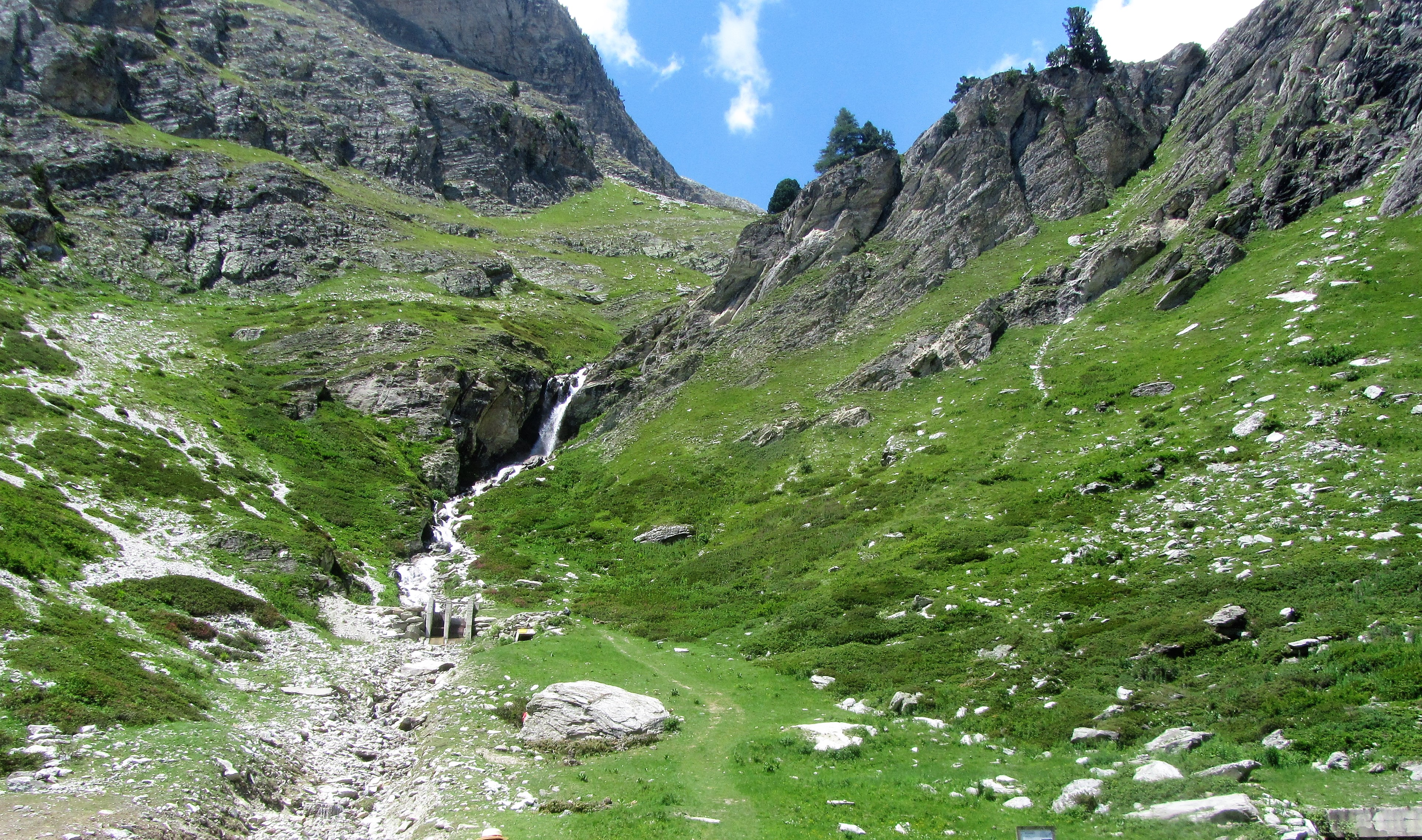
Le vallon de l'Orgère en direction du col de Chavière.

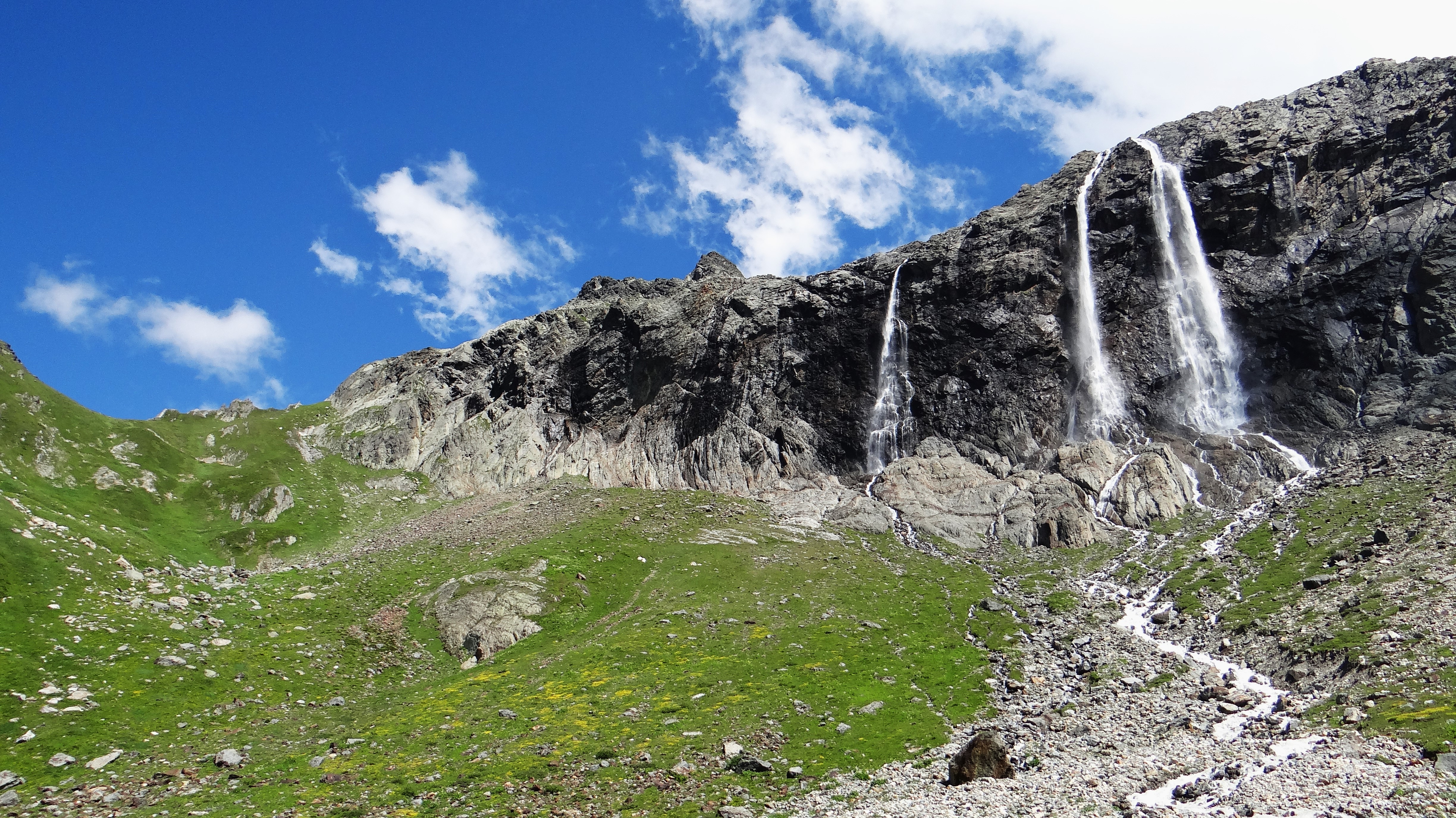
Vue du cirque du Grand Marchet et de ses cascades descendant des glaciers de la Vanoise.

Depuis Pralognan-la-Vanoise et dans le sens horaire, l'itinéraire passe par, :
- vallée de la Tarentaise
  - le refuge des Barmettes (2 010 m) ;
  - le refuge et le col de la Vanoise (2 517 m) ;
- vallée de la Maurienne
  - les lacs des Lozières (2 420 m) ;
  - le refuge de l'Arpont (2 310 m) ;
  - la chapelle Saint-Laurent (2 200 m) ;
  - l'alpage de la Loza (2 360 m) ;
  - le refuge de Plan Sec (2 320 m) ;
  - le refuge de la Fournache (2 360 m) ;
  - le pont de la Sétéria (2 215 m) ;
  - le col du Barbier (2 295 m) ;
  - le refuge de l'Aiguille Doran (1 860 m) ;
  - le refuge de l'Orgère (1 935 m) ;
  - le col de Chavière (2 796 m) ;
- vallée de la Tarentaise
  - le refuge de Péclet-Polset (2 470 m) ;
  - le refuge du Roc de la Pêche (1 920 m) ;
  - le lac de Chalet Clou (2 170 m) ;
  - le col et le refuge de la Valette (2 554 m) ;
  - le cirque du Petit Marchet (2 400 m) ;
  - le cirque du Grand Marchet (2 210 m) ;
  - le col du Grand Marchet (2 490 m) ;
  - le cirque du Dard (2 300 m).

Parmi les variantes, il est possible de passer par, :
- le chalet Inférieur de l'Arcelin (2 150 m) et le lac des Assiettes (2 470 m) entre Pralognan-la-Vanoise et le refuge et le col de la Vanoise ;
- le pont de Croé Vie (2 099 m), le refuge d'Entre-Deux-Eaux (2 120 m) et le pont de la Renaudière (2 043 m) entre le refuge et le col de la Vanoise et les lacs des Lozières ;
- le refuge de la Dent Parrachée (2 515 m), le refuge du Fond d'Aussois (2 350 m) et le col d'Aussois (2 914 m) entre le refuge de la Fournache et le refuge du Roc de la Pêche ;
- le col de la Masse (2 922 m) entre le pont de la Sétéria et le refuge de l'Orgère ;
- le refuge du Repoju (1 720 m) entre le refuge du Roc de la Pêche et Pralognan-la-Vanoise.

Entre Pralognan-la-Vanoise et le vallon de la Leisse, le tour des Glaciers de la Vanoise emprunte l'ancienne route du sel. Entre le vallon de la Leisse et le refuge de l'Orgère, l'itinéraire partage celui du GR5 et du GRP Tour de la Haute-Maurienne. Entre le refuge de l'Orgère et le pont de Croé Vie via le col de Chavière et Pralognan-la-Vanoise, l'itinéraire partage celui du GR55.

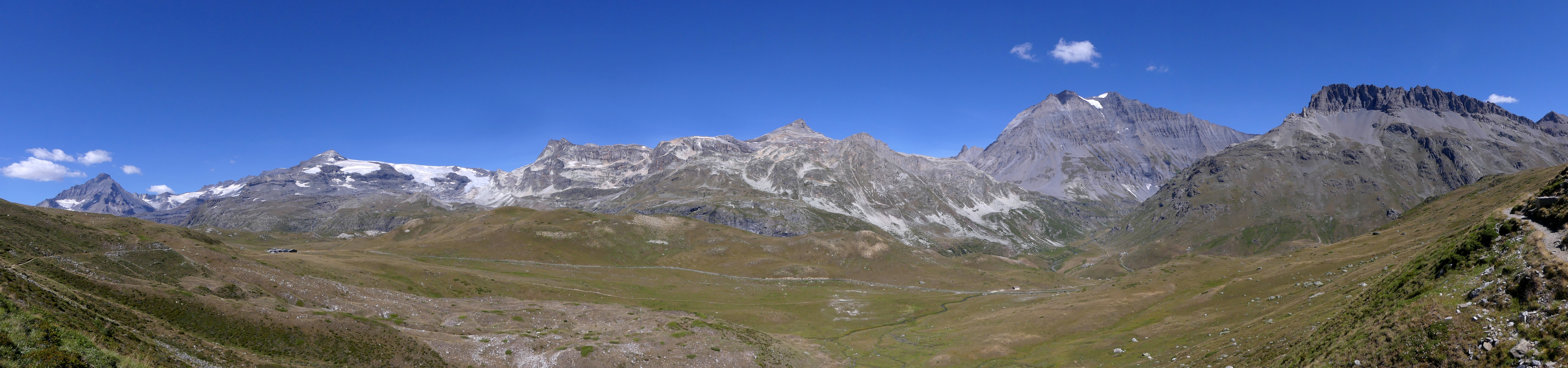
Vue panoramique depuis le Plan du Lac à l'est de la dent Parrachée, des glaciers de la Vanoise, de la Grande Casse et des pointes de Pierre Brune de gauche à droite.

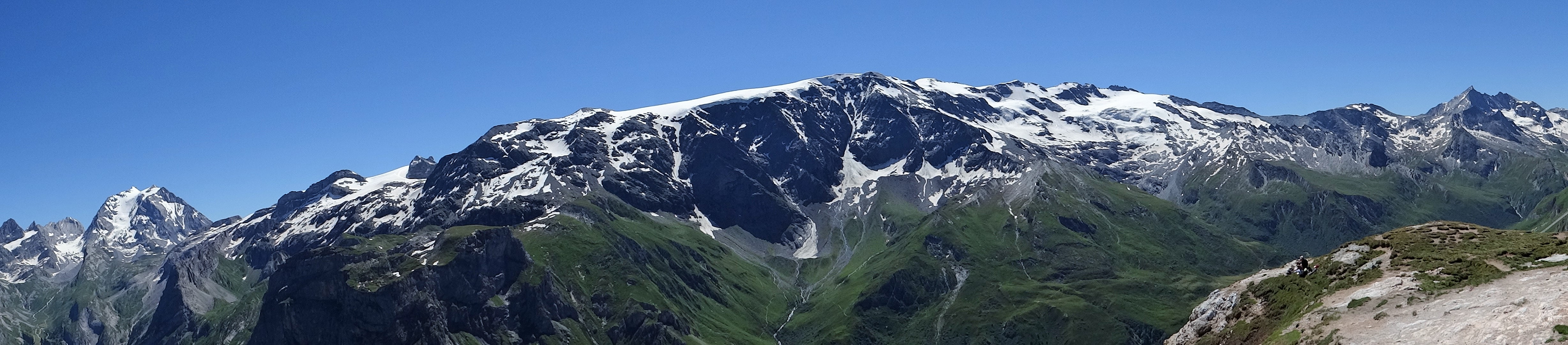
Vue panoramique depuis le Petit mont Blanc à l'ouest de la Grande Casse à gauche et des glaciers de la Vanoise au centre.